# Ставрос Аврамидис
Ставрос Аврамидис (6. април 1958, Кавала Грчка) је грчко-канадски научник за дрво и професор на Универзитету Британске Колумбије у Канади, изабрани сарадник (FIAWS) и председник Међународне академије науке о дрвету за период 2023–2026. године.

## Младост и образовање
Аврамидис је рођен у Кавали, у Грчкој, 6. априла 1958. године, а одрастао је у Солуну. Похађао је шумарство на Аристотеловом универзитету у Солуну и дипломирао 1981. године. Након тога, наставио је постдипломске студије (1982–1983) засноване на истраживању (магистар у области композитних производа) и докторске студије (1983–1986) у Сједињеним Државама на Државном универзитету Њујорка из области науке о животној средини и шумарству у области физике биополимера под руководством Џона Ф. Сијау.

## Академска каријера
Аврамидис је започео своју академску каријеру 1987. године у Канади на Универзитету Британске Колумбије као доцент на Катедри за науку о дрвету на Шумарском факултету. За ванредног професора изабран је 1993. године, а за редовног професора 1998. године. Аврамидис је два узастопна мандата, од 2016. до данас, био шеф Одсека за науку о дрвету Универзитета Британске Колумбије.
Аврамидисов истраживачки тим је представио истраживачки рад о физичким својствима дрвета. Његово примењено истраживање бави се практичним питањима у канадској дрвној индустрији у вези са оптимизацијом енергије и унапређењем производних метода, коришћењем акустичких, електричних и оптичких техника, као и метода радио таласа, симулације и вештачке интелигенције.

## Истраживачки рад и признања
Аврамидис је заједно са својим колегама аутор преко 250 научних чланака, више од 100 индустријских студија, а његов истраживачки рад је добио скоро 3.000 цитата у бази података Скопус, до јула 2024.
Аврамидис је 2012. године изабран за члана уређивачког одбора часописа Wood Material Science and Engineering. Био је члан уређивачких одбора Holzforschung, Drying Technology, Wood Research, European Journal of Wood and Wood Products, Maderas. Ciencia y tecnologia и Drying Technology.
Године 2020. његово име је укључено у Mendeley Data, објављено у часопису Plos Biology због међународног утицаја његовог дугогодишњег истраживања о сушењу дрвета.
Аврамидис је 2022. године добио Тернрид награду 2022. од шведске Фондације за истраживање академије Лине за своја истраживања у науци о дрвету.
У јуну 2023. Аврамидис је изабран за председника Међународне академије наука о дрвету за године 2023–2026. У октобру 2023. године, референтно метаистраживање које су спровели Џон Јоанидис и његов тим на Универзитету Стенфорд, укључило је Аврамидиса у Elsevier Data 2022, где је био стављен међу првих 2% истраживача у области физике дрвета.
Аврамидис је у августу 2024. стекао исто међународно признање за свој истраживачки рад у науци о дрвету (Elsevier Data 2023; подаци о каријери).